# ひなたぼっこ
ひなたぼっこ（日向ぼっこ）は、じっと陽の当たる場所、日向（ひなた）でとどまって太陽光を受けて身体を温めることであり、陽だまりの温かさを楽しむことである。日差しの強い夏場などの陽にあたる事はひなたぼっことはあまり言わず、その場合近い意味を持つ日光浴を使う。

## 人間が行うひなたぼっこ
人間は自然の太陽光や風に触れてリラクゼーションを目的として行う事が多い。例えばテラスやバルコニー、日本家屋の縁側は陽の当たる場所に作られて、庭木を見たり、音楽を聴いたり、軽食を楽しんだりしながらひなたぼっこをする。
日光を浴びて肌が紫外線の照射を受けることで、血中のコレステロールがビタミンDに変わる。ビタミンDは骨や歯の形成に不可欠であり、欠乏するとくる病など障害をもたらす。ビタミンD不足は日照量が少ない地域の風土病といえ、欧州人が白い肌をもつに至った原因である。故に、これらの地域では日光浴が推奨され、習慣となっている。ヒトにおいては、午前10時から午後3時の日光で、少なくとも週に2回、5分から30分の間、日焼け止めクリームなしで、顔、手足、背中への日光浴で、十分な量のビタミンDが体内で生合成される 。
日光を受ける事で体内時計が調整される。人間には体内時計と呼ばれるおよそ25時間周期の生理リズムがある。1日は24時間であり、体内時計と日にちにはずれが生じるところを、朝に日光を浴びることで、この体内時計がリセットされることがわかっている。

## 動物が行うひなたぼっこ

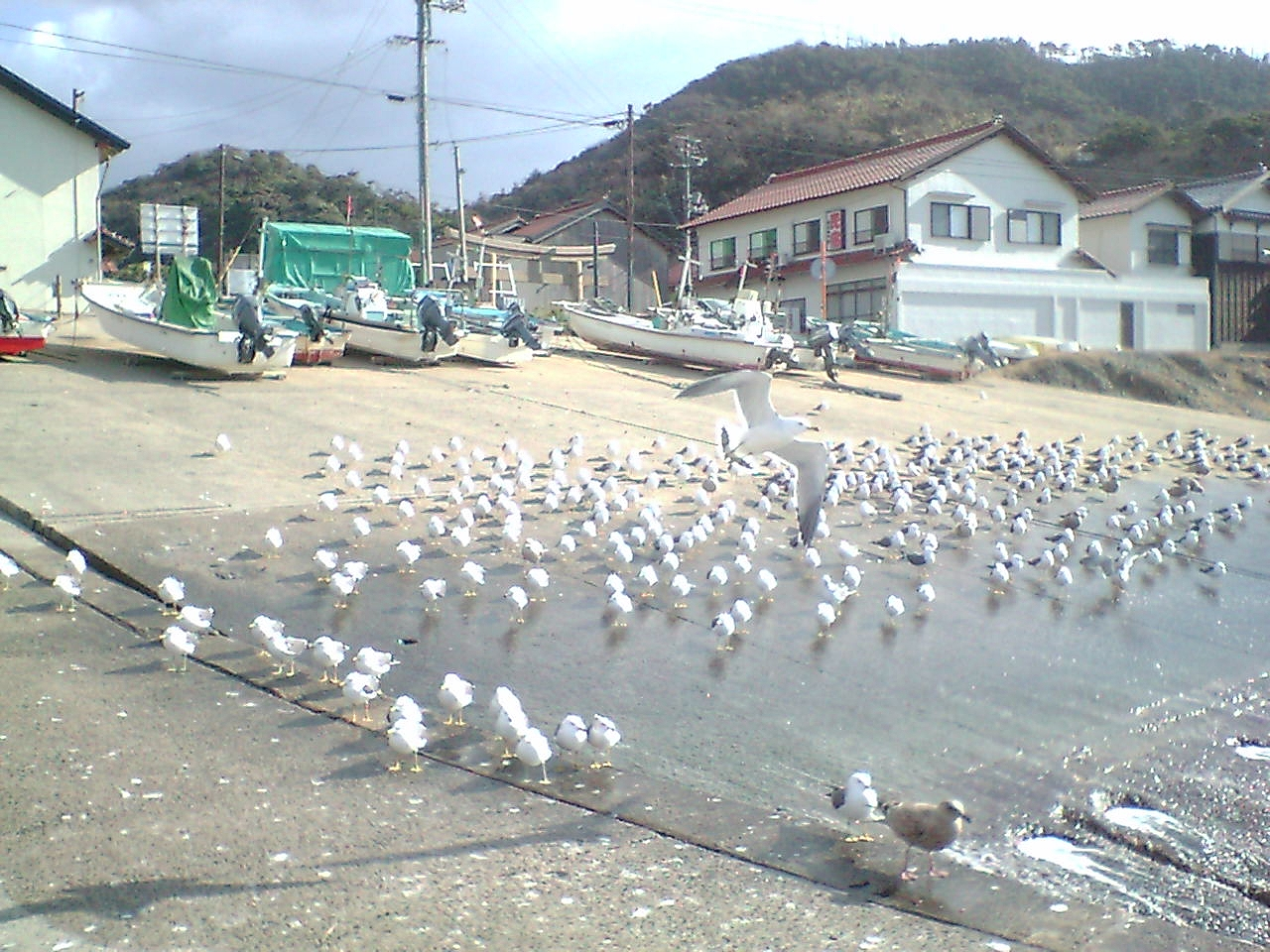
ウミネコのひなたぼっこ

動物にもひなたぼっこを好むものが多い。例えば鳩は冬場に集団で固まってひなたぼっこする傾向がある。またアオウミガメも甲羅干しをする、変温動物であるためにひなたぼっこをしないで体温が下がると動けなくなってしまうためである。また、水中より体力を温存出来るのでえさが多くなる時間帯まで陸上で待つことや、甲羅についた寄生虫やカビや細菌を死滅させることも目的とされている。
ある種の動物では、毛皮や羽根が紫外線の皮膚への到達を妨げている。鳥類や毛皮を持つ哺乳類においては、皮膚から毛皮や羽根に皮脂を分泌し毛繕いすることによって口からビタミンDを摂取している。